# 블랙박스 검사
블랙박스 검사(Black-box testing)는 소프트웨어 검사 방법 중 하나로 어떤 소프트웨어를 내부 구조나 작동 원리를 모르는 상태에서 소프트웨어의 동작을 검사하는 방법을 이르는 말이다. 주로 올바른 입력과 올바르지 않은 입력을 일일이 다 동원하여 올바른 출력을 판별하는 방식으로 검사가 이루어지기 때문에 검사의 진행에 있어 대상이 되는 소프트웨어의 코드나 내부 구조 및 개발 노하우에 대한 정보는 기본적으로 필요로 하지 않는다. 필요한 것은 특징, 요구 사항, 검사를 위해 공개된 설계도 등 대외적으로 공개된 사항들이며 '이 소프트웨어는 무슨 역할을 수행해야 되는가'와 같이 대상이 되는 소프트웨어의 특징이나 요구 사항 등에 초점을 맞춰 검사가 이루어진다. 검사 자체는 기능에 관한 것일 수도 있고 기능 외의 것에 관한 것일 수도 있다.
이 방법은 유닛 검사, 인테그레이션 검사, 기능 검사, 시스템 검사, 적합성 검사 이렇게 소프트웨어 검사의 모든 레벨에 적용 가능하다.

## 같이 보기
- 화이트박스 검사
- 검은 상자(블랙박스)